# Anna Magdalena Bach
Anna Magdalena Bach-Wilcken (Zeitz, 22 de setembro de 1701 – Leipzig, 22 de fevereiro de 1760) foi a segunda esposa de Johann Sebastian Bach.

## Biografia

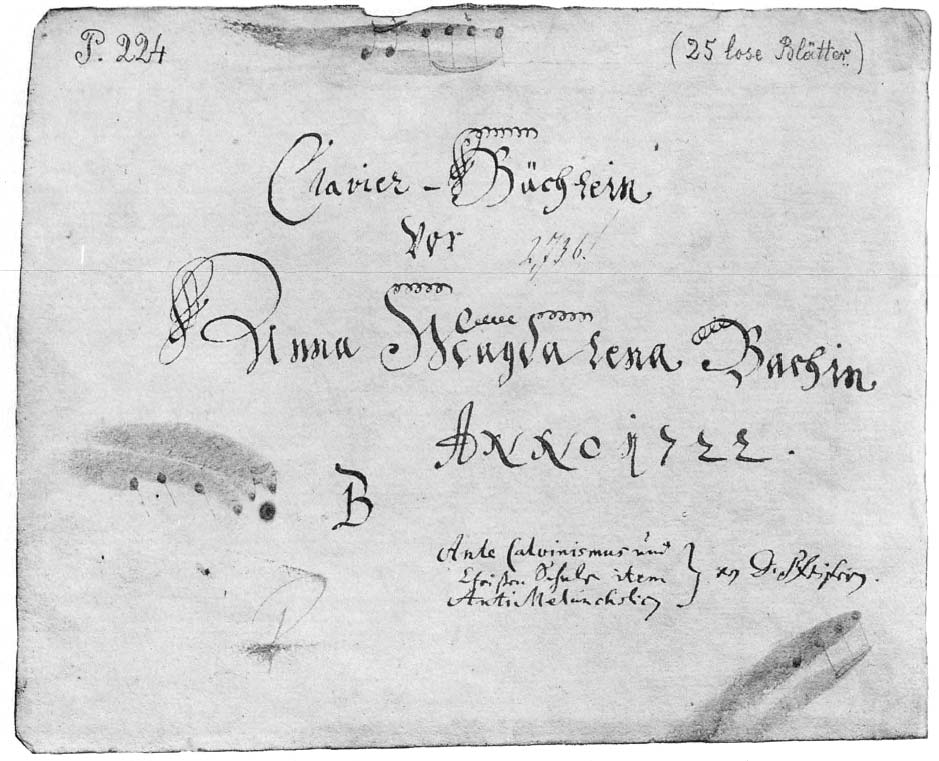
Página do Notenbüchlein für Anna Magdalena Bach.

Ela nasceu em Zeitz, na Saxônia, numa família musical. Seu pai, Johann Caspar Wilcke, tocava trompete, e sua mãe, Margaretha Elisabeth Liebe, era filha de um organista.  Embora se conheça pouco sobre sua anterior educação musical, ela trabalhava como cantora em 1721 e que já conhecia Johann Sebastian Bach há algum tempo.
Casou com Bach em 3 de dezembro de 1721, dezessete meses após a morte de sua primeira esposa Maria Barbara Bach. Juntos tiveram 13 filhos durante o período de (1723-1742) dos quais sete morreram ainda jovens. Entre os sobreviventes se incluíram os compositores Johann Christian Bach e Johann Christoph Friedrich Bach.
Foi um casamento feliz, para o qual contribuiu o interesse que ambos tinham pela música. Johann Sebastian escreveu para ela várias composições (ela sempre o ajudava a transcrever suas músicas), sendo as mais conhecidas as que compõem os dois volumes do Notenbüchlein für Anna Magdalena Bach.
Na época em que a família Bach esteve em Leipzig, a casa de Bach tornou-se uma espécie de centro musical, onde o casal organizava regularmente noites musicais em que toda a família, junto com amigos visitantes, cantava e tocava.
Após a morte de Bach em 1750, seus filhos entraram em conflito e se separaram. Isso deixou Anna Magdalena vivendo sozinha com suas duas filhas mais jovens e uma enteada do primeiro casamento de seu marido. Embora elas se mantivessem fiéis a ela, ninguém mais da família a ajudou economicamente. Anna Magdalena ficou cada vez mais dependente da caridade e das ajudas do conselho da cidade. Ela morreu em 22 de fevereiro de 1760.

## Possível composição de peças atribuídas a J.S. Bach
Pesquisas e especulações recentes parecem querer indicar que Anna Magdalena Bach pode ter sido a compositora de várias peças musicais atribuídas a seu marido. O professor Martin Jarvis da escola de Música da Universidade Charles Darwin (Charles Darwin University School of Music), em Darwin, Austrália, chegou a propor que ela teria escrito as seis famosas Suítes para Violoncelo (BWV 1007–1012) e esteve envolvida com a composição da ária das Variações Goldberg (BWV 988). 
Isso foi completamente refutado pelos estudiosos de Bach. 